# پده بلند علیا
پده بلند علیا، روستایی از توابع بخش هنزا شهرستان رابر در استان کرمان ایران است.

## جمعیت
این روستا در دهستان جواران قرار دارد و براساس سرشماری مرکز آمار ایران در سال ۱۳۸۵، جمعیت آن ۵۴ نفر (۱۴خانوار) و براساس سرشماری مرکز آمار ایران در سال ۱۳۹۵، جمعیت آن ۱۰۱ نفر (۳۳ خانوار) بوده‌است.